# Петар II Павловић
Петар II Павловић (април 1425 — 1463) је био кнез, а потом и војвода из властелинске породице Павловића која је имала своје посједе у источним дјеловима краљевине Босне. Син је Радослава Павловића.
Имао је два брата, старијег Иваниша и млађег Николу, а можда и једну сестру.
После смрти војводе Иваниша новембра 1450. године, властелинском кућом Павловића управљали су браћа Петар II и Никола Павловић. У својим политичким активностима био је ограничен утицајем ујака Стефана Вукчића Косаче. Настрадао током турског освајања Босне 1463. године.